# Michael Park
Pour les articles homonymes, voir Park.
Michael Park est un pilote de rallye britannique né le 22 juin 1966 à Hereford (Angleterre) et mort le 18 septembre 2005 à Margam (Pays de Galles).

## Biographie
Michael Park participe à sa première course en 1984,  le rallye de Grande-Bretagne (RAC Rally). Il est par la suite successivement copilote de David Higgins, Mark Higgins et Abdullah Bakhashab à partir de 1987. 
Il connaît le succès en devenant l'équipier du jeune pilote estonien Markko Märtin, pilote chez Ford de 2002 à 2004. Leur association avec l'Estonien, les mènera à cinq reprises à la victoire. Le duo aura plus de difficultés à partir de 2005 sur la Peugeot 307 WRC, atteignant cependant le podium peu avant sa 83e et dernière course, le rallye de Grande-Bretagne, le 18 septembre 2005. À la suite d'une sortie de route, leur voiture percute un arbre près de Margam (Pays de Galles) et Park meurt presque sur le coup, victime d'un violent choc latéral. 
Marié, père de deux enfants, il était surnommé « Beef » (« le bœuf ») et était l'une des plus sympathiques figures du rallye, très sollicité par les journalistes à l'affût d'un bon mot[réf. nécessaire].

## Témoignage
Jost Capito, directeur de l'équipe Ford dit de lui : « C'était un grand professionnel, mais il n'a jamais perdu de vue qu'en dépit de l'intensité et de la pression de son travail, le rallye restait une passion. Il évoluait au sommet de sa profession, mais a toujours maintenu des liens étroits avec beaucoup d'amis et collègues amateurs, qui lui avaient transmis le virus du rallye »[réf. nécessaire].

## Palmarès
- Victoire au rallye de l'Acropole 2003 ;
- Victoire au rallye de Finlande 2003 ;
- Victoire au rallye du Mexique 2004 ;
- Victoire au Tour de Corse 2004 ;
- Victoire au rallye de Catalogne 2004.